# Roba da ricchi
Roba da ricchi é um filme italiano, de 1987, dirigido por Sergio Corbucci.

## Sinopse
Tendo como cenário Monte Carlo, decorrem três histórias diferentes. 
Carbone (Paolo Villaggio) é um trapalhão empregado de uma seguradora, que foi despedido por ter aceite o seguro de um cão, contra os danos causados pelo animal. Encontra Dora (Serena Grandi), que o vai convencer a vender ao marido (Maurizio Micheli) um seguro de vida e depois matá-lo, dividindo ambos o dinheiro.
O "commendator" Petruzzelli (Lino Banfi) é um rico empresário que não hesita em trair a mulher Mapi (Laura Antonelli), com diferentes mulheres. Ao reunir-se com a família em Monte Carlo, descobre que a esposa perdeu a cabeça por Napoleon (Maurizio Fabbri), um musico de rua; a conselho médico (Milena Vukotic) e para vencer a depressão, aceita reunir-se com a mulher e o amante desta. 
"Don" Vittorino (Renato Pozzetto) é um sacerdote que, de volta de uma viagem a Lourdes com alguns paroquianos, é retido em Monte Carlo por ser a cópia exacta do homem que perturba os sonhos da princesa Topazia (Francesca Dellera). Sobre pressão do futuro marido desta, de um monsenhor (Vittorio Caprioli) e do próprio papa João Paulo II, é obrigado a concordar em fazer-se passar pelo tal homem que aparece nos sonhos da princesa.

## Elenco
- Lino Banfi: Il commendator Petruzzelli
- Renato Pozzetto: Don Vittorino
- Paolo Villaggio: Carbone
- Vittorio Caprioli: Il monsignore
- Maurizio Micheli: Guidobaldo
- Aldo Ralli: Direttore Assicurazioni
- Serena Grandi: Dora
- Laura Antonelli: Mapi
- Francesca Dellera: La principessa Topazia
- Maurizio Fabbri: Napoleon
- Milena Vukotic: medico e amica di Mapi
- Enzo Garinei: medico della principessa Topazia
- Claudia Gerini: Figlia di Petruzzelli
- Alfiero Toppetti: fidanzato della principessa Topazia
- Rosanna Banfi:
- Luciano Zanussi: uomo in ospedale

## Ligações Externas
Roba da ricchi. no IMDb. 